# جيش الإسلام (سوريا)
جيش الإسلام هو تحالف للوحدات الإسلامية والسلفية المشاركة في الحرب الأهلية السورية. وكانت قاعدة عملياتها الأساسية هي منطقة دمشق، ولا سيما مدينة دوما ومنطقة الغوطة الشرقية. وجيش الإسلام هو أكبر فصيل للمتمردين في المنطقة، كما كان لواء الإسلام. وكانت الجماعة جزءا من الجبهة الإسلامية. المنظمة رفضت عضوية الجيش السوري الحر. ومن بين الجماعات المتمردة الرئيسية التي تدعمها السعودية هذه المجموعة بالإضافة إلى أحرار الشام. وتهدف الجماعة إلى إقامة دولة إسلامية بموجب الشريعة الإسلامية.

## تاريخ

### لواء الإسلام
وقد أسس لواء الإسلام زهران علوش، ابن عالم الدين المقيم في السعودية عبد الله محمد علوش، بعد أن أطلقت السلطات السورية سراحه من السجن في منتصف عام 2011، حيث كان يقضي وقته لنشاطه السلفي. وأعلنت الجماعة مسؤوليتها عن تنفيذ تفجيرات دمشق التي وقعت في يوليو 2012 والتي أسفرت عن مقتل وزير الدفاع داود راجحة ونائب وزير الدفاع آصف شوكت ومساعد نائب الرئيس حسن توركماني. وكانت جماعة لواء الإسلام قوة محركة وراء الإجراءات التي اتخذت في منطقة دمشق. وتعاونت وأجرت عمليات مشتركة مع جبهة النصرة.

### الدمج لتشكيل جيش الإسلام
في 29 سبتمبر 2013، أعلن 50 من الفصائل المعارضة العاملة معظمها حول دمشق عن اندماجها في جماعة جديدة تدعى جيش الإسلام. كان لواء الإسلام هو الفصيل المهيمن في هذا الاندماج، وزعيمه زهران علوش أُعلن أنه زعيم جيش الإسلام. وكان 38 من المجموعات الأصلية المدرجة في القائمة بأنها انضمت إلى عملية الاندماج أعضاء في جماعة لواء الإسلام أو منتسبين بها. وبحلول نوفمبر 2013، اندمجت 60 مجموعة في جيش الإسلام، وأعربت أكثر من 175 جماعة متمردة حول سوريا عن رغبتها في الانضمام إليه.
ويقال إن إنشاء المجموعة الجديدة قد تم التفاوض بشأنه وتزعمته السعودية، التي تعتقد أن جبهة النصرة تكتسب قدرا أكبر مما ينبغي من القوة. وبعد الدمج، ذكرت صحيفة «الغارديان» أن السعودية تستعد لمنح المجموعة ملايين الدولارات «لتسليح وتدريب» مقاتليها، واستخدام مدربين من باكستان للمساعدة في تدريب المجموعة. وقد انتقد «جيش الإسلام» الائتلاف الوطني السوري، مشيرا إلى أن الجماعة يجب أن يقودها أولئك الذين يقاتلون في سوريا بدلا من القادة في المنفى.
في مارس 2015، شكل جيش الإسلام والقيادة العسكرية الموحدة للغوطة الشرقية «المجلس العسكري لدمشق وضواحيها»، تحت القيادة المباشرة لزهران علوش.
في 26 أبريل 2015، أنشأ غرفة عمليات فتح حلب المشتركة جنبا إلى جنب مع غيرها من المجموعات الرئيسية في حلب.
في 25 يناير 2017، انضم فرع جيش الإسلام في إدلب إلى أحرار الشام.

## الأيديولوجية
انتقدت الجبهة الإسلامية تنظيم الدولة الإسلامية في العراق والشام (داعش)، قائلة: «إنهم قتلوا أهل الإسلام ويتركون المشركين» و«يستخدمون الآيات التي تتحدث عن الكفار وتنفذها على المسلمين».
نشرت جماعة «جيش الإسلام» شريط فيديو يظهر إعدام أعضاء في تنظيم الدولة الإسلامية في العراق والشام وأظهر مسؤول شريعة في جيش الإسلام يدين داعش بوصفهم «خوارج» (الانحراف عن التيار الإسلامي السائد).
في عام 2013 ألقى علوش كلمة هاجم فيها الشيعة «الرافضة»، العلويين و«المجوس» وقال: «سيغسل مجاهدو الشام رجس الرافضة والرافضية من الشام، سيغسلونه إلى الأبد إن شاء الله، حتى يطهروا ربوع بلاد الشام من رجس المجوس الذين حاربوا دين الله تبارك وتعالى»، «ما زال الشيعة أذلة صاغرين عبر التاريخ»، «وإني أبشركم أيها الرافضة الأنجاس، أنه كما حطم بنو أمية رؤوسكم سابقا، سيحطم أهل الغوطة وأهل الشام رؤوسكم لاحقا. سيذيقيونكم سوء العذاب  في الدنيا قبل أن يذيقكم الله سوء العذاب يوم القيامة».
ندد علوش بالديمقراطية ودعا إلى إقامة دولة إسلامية خلفا للأسد لكن في مقابلة مع صحفيي مكلوتشي في مايو 2015 استخدم علوش لغة أكثر اعتدالا وقال إن على السوريين أن يقرروا نوع الدولة التي يريدون أن يعيشوا تحتها وأن العلويين كانوا «جزءا من الشعب السوري» وفقط أولئك الذين لديهم دماء على أيديهم يجب أن يحاسبوا. وتابع المتحدث باسمه أن الخطاب الطائفي والإسلامي الذي سبق أن ألقاه علوش كان يهدف فقط للاستهلاك الداخلي ولحشد مقاتليه.
بحلول أغسطس 2016، وصفت إيديولوجية جيش الإسلام بأنها «مزيج» من السلفية، والقومية السورية، وفي السابق، الطائفية.

## ادعاءات «الجماعات الإرهابية»
وقد صنفت سوريا وروسيا وإيران ومصر جيش الإسلام على أنه منظمة إرهابية.
وزير الخارجية الأميركي جون كيري، في كلمة ألقاها في أسبن، بولاية كولورادو في 28 يونيو 2016، ربما ذكر عن طريق الخطأ جيش الإسلام باعتباره واحدا من «المجموعات الفرعية» لتنظيم الدولة الإسلامية وجبهة النصرة «الإرهابيين». ورفض مسؤولون في إدارة الرئيس الأمريكي باراك أوباما هذا الأمر وقالوا لصحيفة واشنطن بوست إنه يمكن أن يضر بجهود الحكومة الأمريكية لإقناع الحكومة الروسية والحكومة السورية بعدم مهاجمة جيش الإسلام. ويزعم أن «جماعات سورية» مجهولة رأت تصريحات كيري كمثال على كيفية تحرك إدارة أوباما ببطء نحو وجهة النظر الروسية في سوريا، والتي تشمل رسم جميع جماعات المعارضة باعتبارها منظمات إرهابية من أجل تبرير مهاجمتها.

## وصلات خارجية
- الموقع الرسمي